# AS02
AS02 ist ein Adjuvans in der Arzneimittelherstellung, welches zurzeit noch in mehreren experimentellen Vakzinen getestet wird. Es besteht aus einer Öl-in-Wasser-Emulsion, Monophosphoryl-Lipid A (MPL) und QS-21, einem Extrakt aus Quillaria saponaria, einem chilenischen Baum.

## Wirkung und Forschung
AS02 soll ähnlich wie AS04 über die gezielte Aktivierung der humoralen Immunantwort sowie insbesondere von zytotoxischen T-Zellen wirken. AS02 wird daher in den Impfstoffen untersucht, die sich gegen herausfordernde Pathogene richtet und dabei eine starke T-Zell-Antwort erfordern.
Ein Impfstoffkandidat war eine Impfung gegen Malaria, bei denen AS02 eine bessere Wirksamkeit gegenüber den Adjuvanzien AS03 und AS04 erzielte (bei vergleichbarer Antikörperantwort). Es wurden daher mehrere klinische Prüfungen mit dem Malariaimpfstoff RTS,S durchgeführt. Der Vorzug hierfür wurde aber schließlich dem Adjuvans AS01 gegeben, dort war die T-Zell-Antwort noch ausgeprägter. Zudem konnte die Wirksamkeit durch AS01 weiter erhöht werden, wodurch die weiteren klinischen Prüfungen mit der AS01-Formulierung vorangetrieben wurden.
Andere experimentelle Impfstoffe mit AS02 waren ein HIV-Impfstoff und ein Tbc-Impfstoff, die Entwicklung wurde aber abgebrochen.